# 4940 Polenov
4940 Polenov је астероид главног астероидног појаса са средњом удаљеношћу од Сунца која износи 3,106 астрономских јединица (АЈ).
Апсолутна магнитуда астероида је 11,8. Величина астероида је 17.8 километара, а период његове ротације 4.161 сати.